# Садовая железная дорога

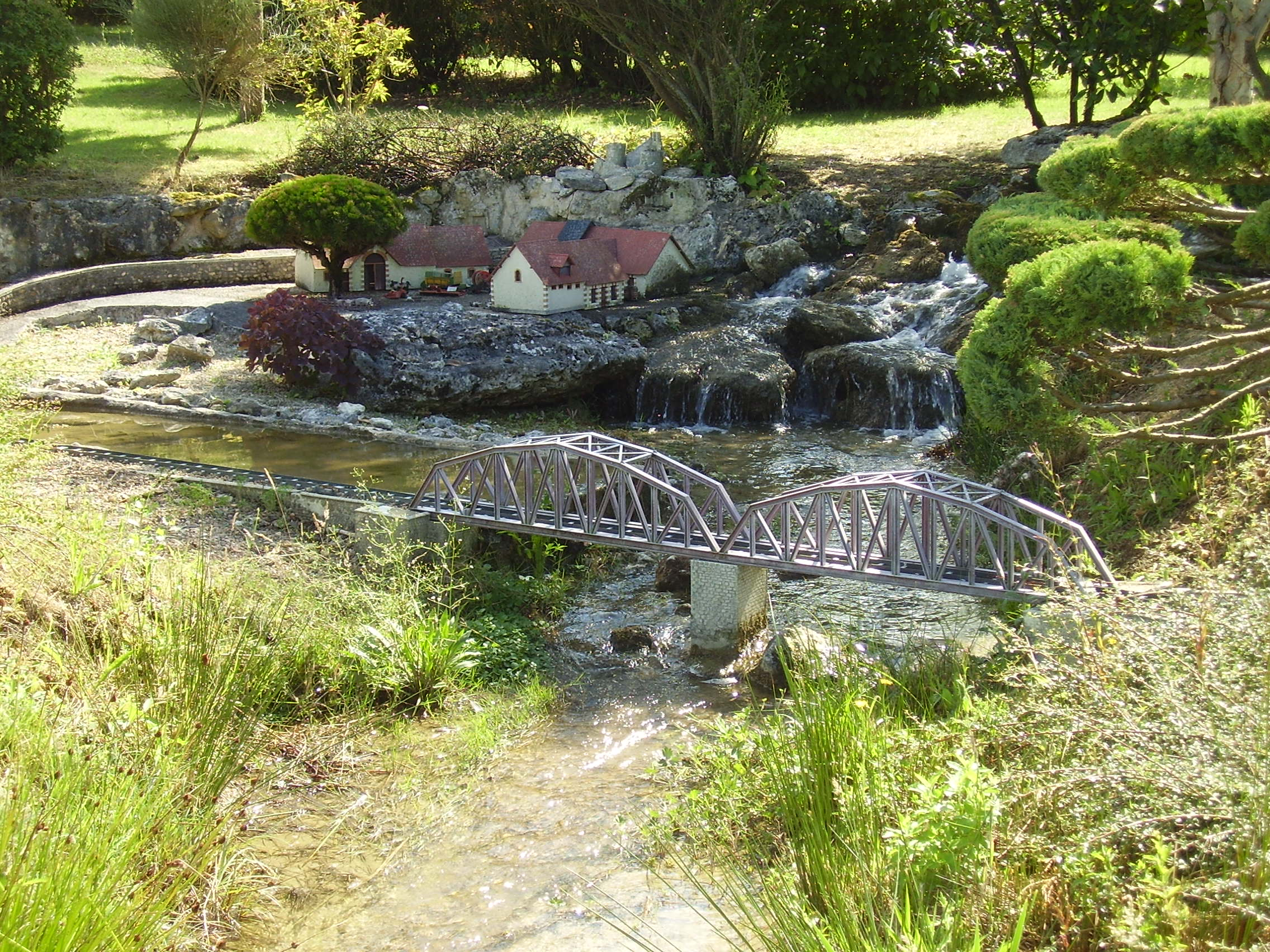
Садовая железная дорога во Франции

Садовая железная дорога — разновидность железнодорожного макета, размещаемая преимущественно вне помещений, например, на приусадебном участке. В качестве окружения железной дороги используются живые растения и декоративные водоёмы.

## История
Зарождение садовых железных дорог неотрывно связано с развитием отрасли локомотивостроения и железных дорог в целом. Уже в середине XIX века конструкторы паровозов и строители железных дорог создавали уменьшенные копии локомотивов и элементов пути для отработки технологий и различных конструкций. Кроме того, такие модели строились для состоятельных заказчиков. На одной из гравюр парка Сен-Клу изображена модель паровоза в масштабе 1:5, приобретённая Наполеоном III.
Долгое время сохранялось большое разнообразие в применяемых масштабах и размерах колеи. Это не позволяло совместно использовать модели и путевой материал от различных производителей. В 1891 году фирма Märklin стала выпускать игрушечные железные дороги и положила начало стандартизации, разработав типоразмер 1.

## Конструкция
Садовые железные дороги обычно выполняются в крупных модельных типоразмерах (преимущественно 0, I и G), что обусловлено их эксплуатацией в саду под открытым небом, которая накладывает требования устойчивости моделей к воздействиям окружающей среды (пыль, растительный мусор, насекомые).
Материалы элементов садовых железных дорог должны быть устойчивыми к воздействиям окружающей среды (влага, перепады температур, прямой солнечный свет). Например, если современные модельные рельсы для макетов, эксплуатируемых в помещении, изготавливаются из нейзильбера, то для рельсов садовых ЖД применяют более стойкие к коррозии материалы: латунь, алюминий или нержавеющую сталь.
Также при строительстве садовой ЖД приходится учитывать такие обычно несвойственные для моделизма факторы, как пучения и просадки грунта, в результате которых нарушается профиль пути.
Путь садовой ЖД может быть разборным, чтобы убирать его на холодное время года, когда преобладает сырая или снежная погода. Из соображений простоты сборки путевой схемы сводится к минимуму количество изолированных участков пути и соединительных проводов, что может потребовать применения цифрового командного управления моделями, в том числе по радио.